# Carlinhos Neves
Luiz Carlos de Souza das Neves, mais conhecido como Carlinhos Neves, (Curitiba, 5 de abril de 1956) é um preparador físico brasileiro. Atualmente está sem clube.
Foi eleito como o melhor preparador físico do futebol brasileiro, em 1994, quando ganhou o Prêmio Charles Miller.

## O início dos estudos e a formação acadêmica
Carlinhos Neves cursou o ensino fundamental no Colégio Estadual Professora Alvina Prestes, município de Figueira, norte do estado do Paraná. Transferiu-se para o Colégio Estadual Aldo Dallago, em Ibaiti, também no estado do Paraná, onde fez o ensino médio integrado ao curso de Técnico em Contabilidade. Em 1976, prestou vestibular para o curso de Educação Física, na Universidade Federal do Paraná (UFPR). Aprovado, deixou a casa dos pais, no norte do estado e mudou-se para Curitiba, onde concluiu o curso em 1979.

## O início da carreira
Em 1977, ainda cursando Educação Física, na UFPR, foi indicado ao Coritiba Foot Ball Club, por Osni Smaniotto, vendedor de móveis e conselheiro do clube, para trabalhar na preparação física. Hélio Alves, diretor de futebol do Coritiba FC, na época, o contratou como estagiário, para a categoria de base do clube.

## Clubes

### Coritiba

#### Categorias de base
Foi admitido, em abril de 1977, como estagiário e auxiliar do Professor Luis Antonio Máximo, preparador físico da categoria Junior (sub-20). Seis meses mais tarde, com a saída de Máximo do clube, assumiu o cargo, como efetivo, trabalhando ao lado do técnico Dirceu Krüger.
Carlinhos considera a passagem pela categoria de base do Coritiba como o momento de definição sobre a opção em trabalhar na área do esporte de alto rendimento. O conhecimento teórico adquirido nas aulas da UFPR podiam ser postos em prática e confirmados, no dia-a-dia, durante os treinamentos do clube. A oportunidade de observar os preparadores da categoria profissional, Odivonsir Frega e, principalmente, o multi-campeão Gilberto Tim, referência nacional na área, que chegou ao clube em 1979 e adotou-o como pupilo, foi fundamental para o início da formação dos conceitos que adotaria na sequência  da carreira.
Conquistou o tri-campeonato da Copa Tribuna (principal competição da categoria, na época), entre 1979 e 1981, sendo que o último, de forma invicta. Os bons resultados alcançados pelo jovem profissional abriram as portas para que chegasse à equipe principal, em 1980, como auxiliar do conceituado Gilberto Tim, mas seguindo, simultaneamente, também na categoria de base.A partir de 1981, com a transferência de Gilberto Tim para o Internacional de Porto Alegre, Carlinhos assumiu o posto de preparador físico principal do Coritiba FC.

#### Equipe profissional
A partir da transferência de Gilberto Tim para o Internacional, de Porto Alegre, em 1981, efetivamente se iniciou a trajetória de Carlinhos, como preparador físico de equipes profissionais de futebol.
A princípio, com o treinador Geraldo Damasceno (Geraldino), depois com o argentino Dreher, seguiu até o fim da temporada, na qual o Coritiba acabaria na 8ª colocação.

### Atlético Paranaense
No final de 1981, durante o revellion, o técnico Geraldo Damasceno, com quem Carlinhos havia trabalhado por dois meses, no Coritiba FC, e que tinha assumido o comando da equipe do Atlético Paranaense, o convidou para que assumisse a preparação física do rubro negro de Curitiba.
Aceitou o convite e se transferiu para o Atlético, iniciando os trabalhos, no início de 1982. Permaneceu no clube até agosto de 1984. Durante este período, o clube, que há 10 anos não conquistava nenhum título, transformou-se em vencedor, formando um grupo de jogadores que marcaram época, no futebol nacional, tendo como principais destaques os atacantes Assis e Washington, que no ano seguinte se transfeririam ao Fluminense, do Rio de Janeiro, onde se tornariam o famoso “Casal 20”.
Após excelente campanha, o Atlético conquistou o Campeonato Paranaense de 1982, primeiro título de Carlinhos, como preparador físico principal. Repetiu a dose em 1983, quando conquistou o bi-campeonato regional. Ainda em 1983, o clube chegaria a semifinal do Campeonato Brasileiro, onde foi eliminado pelo Flamengo.
A passagem pelo Atlético Paranaense foi a afirmação profissional de Carlinhos Neves. Em agosto de 1984 se transferiu para o Esporte Clube Pinheiros, também de Curitiba.

### Pinheiros
Em agosto de 1984, Carlinhos se transferiu para o Esporte Clube Pinheiros. Permaneceu no clube até 1987. O Pinheiros se destacava como clube social, com milhares de sócios e um grande patrimônio. Mas no futebol, desde que havia mudado de nome, em 1971 (antes se chamava Água Verde), nunca havia conquistado um campeonato paranaense. A última (e única) conquista de um campeonato estadual, do clube, foi em 1967, portanto, 17 anos antes. Com a chegada de Carlinhos Neves, o clube se tornaria vencedor. Durante este período foi duas vezes campeão paranaense, em 1984 e 1987; e vice-campeão em 1985 e 1986.
Trabalhou com os técnicos Borba Filho, Geraldo Damasceno, Claudio Duarte e Otacílio Gonçalves, com quem se transferiu para o Grêmio, no final de 1987.

### Grêmio
No final de 1987, Carlinhos Neves e o treinador Otacílio Gonçalves se transferiram para o Grêmio/RS. Permaneceu no clube até abril de 1989. Foi a primeira experiência interestadual de Neves. O início dos trabalhos, no tricolor gaúcho, aconteceu em janeiro de 1988. Neste ano, Carlinhos conquistaria o Campeonato Gaúcho. No Campeonato Brasileiro de 1988, que só acabou em 1989, o Grêmio chegaria à semifinal, perdendo a vaga para o rival Internacional.
Em 1989, Carlinhos participou do início da trajetória do Grêmio, no Gauchão. O clube acabaria como campeão mais uma vez. Porém, deixaria o clube em abril de 1989, antes do final do campeonato.
No Grêmio, trabalhou com os técnicos Otacílio Gonçalves e Rubens Minelli.

### Grêmio Maringá
Após deixar o Grêmio, de Porto Alegre, em abril de 1989, Carlinhos aceitou o desafio de organizar a equipe do Grêmio Maringá, cidade do noroeste do estado do Paraná. Ao lado do treinador Mario Juliato, terminou o campeonato paranaense na 8ª colocação.

### Paraná Clube
O Paraná Clube foi fundado em 19 de dezembro de 1989, com a fusão entre o EC Pinheiros e o Colorado FC. Carlinhos Neves foi o primeiro profissional contratado pelo novo clube. Ao lado da diretoria do clube, auxiliou na organização do clube e na formação da comissão técnica e, inclusive ajudando a trazer como técnico o consagrado treinador Rubens Minelli, com quem havia trabalhado no ano anterior, no Grêmio/RS.
Foi importante na modernização do clube, sendo o mentor dos departamentos de Fisiologia e Estatística, entre outras inovações. O sucesso deste projeto do Paraná Clube revolucionou o futebol paranaense, fazendo com que os rivais Coritiba e Atlético Paranaense crescessem como clubes e como estruturas organizadas.
No Paraná, Carlinhos trabalhou com os técnicos Rubens Minelli, Sérgio Ramírez e novamente com Otacílio Gonçalves, com quem se transferiria para o Palmeiras, de São Paulo, já em 1992.  Conquistou os títulos do Estadual de 1991, primeiro título da história do clube; e do Brasileiro da Série B, de 1992, primeiro título nacional.
Carlinhos Neves permaneceu no Paraná Clube até agosto de 1992, saindo para uma nova incursão interestadual, coincidentemente ao lado de Otacílio Gonçalves.

### Palmeiras
Em agosto de 1992, Carlinhos foi contratado como preparador físico do Palmeiras, onde trabalhou, inicialmente, novamente ao lado do técnico Otacílio Gonçalves com quem já havia trabalhado do EC Pinheiros, no Grêmio/RS e no Paraná Clube. 
O Palmeiras, nesta época, amargava uma espera de 17 anos sem títulos. Coincidentemente, Carlinhos já havia chegado algumas vezes em clubes que aguardavam há muito tempo por conquistas, como por exemplo o Atlético/PR e o EC Pinheiros. Em ambos os casos havia obtido sucesso.
E não seria diferente desta vez. Em 1993, já trabalhando ao lado do técnico Vanderlei Luxemburgo, Carlinhos iniciaria uma sequência impressionante de conquistas, a frente da equipe paulista. Nos anos de 1993 e 1994, o Palmeiras conquistou um Torneio Rio-São Paulo (93), o bi-campeonato paulista e o bi-campeonato brasileiro (93/94).
Neste período, somado aos títulos, Carlinhos ganharia o Prêmio Charles Miller, como melhor preparador físico do Brasil, em 1993. Além de trabalhar com sucesso, comandando “astros”, como: Roberto Carlos, Cafú, Rivaldo, Edmundo, entre outros. 
Em 1995 retornaria ao Paraná Clube, com o projeto de se fixar em Curitiba.

### Retorno ao Paraná Clube
No início de 1995, Carlinhos Neves retornaria ao Paraná Clube, com o projeto de se fixar em Curitiba. Mais uma vez trabalhando ao lado do técnico Otacílio Gonçalves. Permaneceu no clube até o final de 1996.
Nesta passagem, conquistou os títulos de Campeão Paranaense de 1995 e 1996. Durante este período, trabalhou com os técnicos Otacílio Gonçalves, Vanderlei Luxemburgo, Sebastião Lazzaroni e Antonio Lopes.
Ao final de 1996, o projeto de permanecer em Curitiba se encerrou, com o convite do Palmeiras, para retornar a cidade de São Paulo.

### Retorno ao Palmeiras
No início de 1997, Carlinhos assumiu novamente a preparação da equipe do Palmeiras, trabalhando ao lado do técnico Telê Santana. Porém, os resultados de campo não foram os esperados e o projeto inicial, que seria de dois anos, foi interrompido após seis meses.
Neste período Neves trabalhou com os técnicos Telê Santana e Marcio Araújo.

### Retorno ao Coritiba
Durante o ano de 1997, retornou ao Coritiba, para trabalhar novamente ao lado do técnico Rubens Minelli, durante o Campeonato Brasileiro daquele ano. Permaneceu no clube até fevereiro de 1998.

### Vitória
Em 1998, comandou durante o Campeonato Brasileiro, a preparação física do Vitória, de Salvador/BA. Inicialmente com o técnico Celso Roth; em seguida, com Geninho. Em dezembro de 1998 foi contratado pelo São Paulo Futebol Clube.

### São Paulo
Contratado pelo São Paulo, no final do ano de 1998, iniciou ainda antes das festas de fim de ano a preparação da equipe, que visava a temporada de 1999. Trabalhou ao lado do técnico Paulo César Carpeggiani, durante toda a temporada de 1999, sem conquistas.
Na temporada de 2000, o técnico foi Levir Culpi. Neste ano o clube conquistou, no primeiro semestre, o título do Campeonato Paulista e o vice-campeonato da Copa do Brasil.
Ao final desta temporada, Carlinhos transferiu-se para a Portuguesa de Desportos.

### Portuguesa
No primeiro trimestre de 2001, trabalhou na Portuguesa de Desportos, com o técnico Renê Simões, durante o Campeonato Paulista daquele ano. Transferiu-se, ainda neste ano, para o Atlético Mineiro.

### Atlético Mineiro
No segundo semestre de 2001, assumiu a preparação física do Atlético Mineiro, trabalhando novamente com o técnico Levir Culpi, no Campeonato Brasileiro daquele ano, no qual chegaria às semifinais, sendo eliminado pelo São Caetano, de São Paulo.
No ano de 2002, o clube venceria o Campeonato Mineiro e Carlinhos seria premiado como o melhor preparador físico do ano. Permaneceu no clube até maio daquele ano.

### Botafogo
No início de 2003, assumiu a preparação física do Botafogo, novamente ao lado do técnico Levir Culpi, para a disputa do Campeonato Brasileiro da Série B. Em junho deste ano transferiu-se para o São Paulo. FC.
O Botafogo/RJ acabaria, ao final deste ano, conseguindo o acesso à divisão principal do futebol brasileiro.

### Retorno ao São Paulo
Retornou ao São Paulo FC em junho de 2003. Trabalhou ao lado dos técnicos Milton Cruz e Rojas, durante o segundo semestre, no Campeonato Brasileiro daquele ano, classificando a equipe para a Copa Libertadores da América, do ano seguinte.
No início de 2004, passou a trabalhar com o técnico Cuca, contratado para dirigir o clube, que permaneceu até o meio deste ano. Após a saída de Cuca, trabalhou com o técnico Emerson Leão, no restante do Campeonato Brasileiro. No primeiro trimestre de 2005, disputou e venceu o Campeonato Paulista daquele ano. Após esta conquista, Leão se transferiu para o futebol japonês.
Em seguida, Carlinhos passou a trabalhar com o técnico Paulo Autuori. Neste ano o clube viria a conquistar a Copa Libertadores da América e o Mundial Interclubes.
No início de 2006, quem assumiu o comando foi o técnico Muricy Ramalho, que permaneceria no cargo até 2009. Neste período, Carlinhos Neves tornou-se tricampeão Brasileiro, nos anos de 2006, 2007 e 2008.
Após a saída de Muricy, em 2009, Carlinhos Neves ainda trabalhou com os técnicos Ricardo Gomes, Sergio Baresi e Paulo César Carpeggiani. Em junho de 2010, foi convocado pelo técnico Mano Menezes para assumir a preparação física da Seleção Brasileira principal, passando a trabalhar simultaneamente nas duas funções.
Permaneceu no clube até dezembro de 2010.

### Retorno ao Atlético Paranaense
Em janeiro de 2011, assumiu a coordenação do departamento de preparação física do Atlético Paranaense, exercendo a função de forma simultânea com a de preparador físico da Seleção Brasileira principal.
Permaneceu no cargo até maio de 2011, quando se desligou do clube. A partir daí, passou a servir, com exclusividade, a Seleção Brasileira.

### Retorno ao Atlético Mineiro
No dia 16 de agosto de 2011, Carlinhos Neves acertou seu retorno à preparação física do Atlético Mineiro, com um contrato de três anos. Nessa sua segunda passagem pelo clube, conquistou o bicampeonato mineiro (2012/13), a Copa Libertadores da América (2013), e Recopa Sulamericana (2014) e a Copa do Brasil (2014). Durante a temporada de 2014, transferiu-se para o Shandong Luneng, da China, ao lado do técnico Cuca.

### Shandong  Luneng
Durante as temporadas 2014 e 2015 exerceu a função de preparador físico da equipe chinesa, trabalhando ao lado do técnico Cuca. Em 2015 conquistou a Super Copa da China. Retornou ao Brasil no final de 2015.

### Segundo retorno ao Atlético Mineiro
Em janeiro de 2016 retornou ao Atlético Mineiro, como coordenador técnico. Logo na chegada, conquistou a Flórida Cup. Na temporada de 2017 retornou a função de preparador físico.

### Santos
Em 30 de julho de 2018 foi anunciado como preparador físico do Santos, integrando a comissão técnica de Cuca. Em novembro, com a saída de Cuca em razão de tratamento de saúde, Carlinhos também opta por sair do Santos.

### Segundo retorno ao São Paulo
No dia 6 de dezembro de 2018 a diretoria do São Paulo anunciou a volta de Carlinhos Neves ao clube após 8 anos. É a terceira passagem do preparador físico pelo clube paulista.
No dia 14 de junho de 2019 pediu demissão do clube.

## Seleções

### Seleção Brasileira Pré-Olímpica
No final do ano de 2002, foi chamado pelo técnico Ricardo Gomes para compor a comissão técnica da Seleção Brasileira Pré-Olímpica, que disputou vaga para disputar a Olimpíadas de Atenas em 2004. O torneio classificatório aconteceu em janeiro de 2004, no qual o Brasil não obteve classificação.

### Seleção Brasileira Principal
Em julho de 2010 foi convocado para trabalhar, como preparador físico principal, na Seleção Brasileira, ao lado do técnico Mano Menezes, com quem nunca havia trabalhado anteriormente que se prepararia para a Copa do Mundo de 2014, realizada no Brasil. Assumiu, paralelo ao trabalho na seleção, a preparação física do Atlético Paranaense.
Durante esse período venceu por duas vezes o Superclássico das Américas, entre Brasil e Argentina em 2011 e 2012. Com a saída de Mano Menezes, deixou o cargo logo após a conquista da medalha de prata nas Olimpíadas de Londres, em 2012.

## Títulos
- 1979 - Campeão da Copa Tribuna de Futebol Junior - Coritiba Foot Ball Clube - Curitiba/PR
- 1980 - Bicampeão da Copa Tribuna de Futebol Junior - Coritiba Foot Ball Clube - Curitiba/PR
- 1981 - Tricampeão da Copa Tribuna de Futebol Junior - Coritiba Foot Ball Clube - Curitiba/PR
- 1982 - Campeão Paranaense - Clube Atlético Paranaense - Curitiba/PR
- 1983 - Bicampeão Paranaense - Clube Atlético Paranaense - Curitiba/PR
- 1984 - Campeão Paranaense - E. C. Pinheiros - Curitiba/PR
- 1987 - Campeão Paranaense - E. C. Pinheiros - Curitiba/PR
- 1988 - Campeão Gaúcho - Grêmio FBPA - Porto Alegre/RS
- 1991 - Campeão Paranaense - Paraná Clube - Curitiba/PR
- 1992 - Campeão Brasileiro Série B - Paraná Clube - Curitiba/PR
- 1995 - Campeão Paranaense - Paraná Clube - Curitiba/PR
- 1996 - Bicampeão Paranaense - Paraná Clube - Curitiba/PR
- 1993 - Campeão Paulista - S.E. Palmeiras - São Paulo/SP
- 1993 - Campeão Brasileiro Série A - S.E. Palmeiras - São Paulo/SP
- 1993 - Torneio Rio-São Paulo - S.E. Palmeiras - São Paulo/SP
- 1993 - Torneio Parmalat/Itália- S.E. Palmeiras - Parma/ITÁLIA
- 1994 - Bicampeão Paulista - S.E. Palmeiras - São Paulo/SP
- 1994 - Bicampeão Brasileiro Série A - S.E. Palmeiras - São Paulo/SP
- 1994 - Torneio Internacional Yashin - S.E. Palmeiras - Moscou -RÚSSIA
- 1994 - Torneio Bombril - S.E. Palmeiras - BRASIL
- 1997 - Festival Brasileiro de Futebol - Coritiba Foot Ball Club
- 1999 - Copa Euro-América - São Paulo F.C. - São Paulo/SP
- 2000 - Campeão Paulista - São Paulo F.C. - São Paulo/SP
- 2000 - Torneio Internacional Constantino Cury - São Paulo F.C. - São Paulo/SP
- 2005 - Campeão Paulista - São Paulo F.C. - São Paulo/SP
- 2005 - Copa Libertadores da América - São Paulo F.C.  - São Paulo/SP
- 2005 - Copa Toyota - Mundial Interclubes FIFA - São Paulo F.C. - Yokohama/JAPÃO
- 2006 - Campeão Brasileiro Série A - São Paulo F.C.  - São Paulo/SP
- 2007 - Bicampeão Brasileiro Série A - São Paulo F.C. - São Paulo/SP
- 2008 - Tricampeão Brasileiro Série A - São Paulo F.C. - São Paulo/SP
- 2011 - Super Clássico das Américas - Seleção Brasileira - BRASIL
- 2012 - Super Clássico das Américas - Seleção Brasileira - BRASIL
- 2012 - Campeão Mineiro (invicto)- Clube Atlético Mineiro - Belo Horizonte/MG
- 2013 - Campeão Mineiro - Clube Atlético Mineiro - Belo Horizonte/ MG
- 2013 - Copa Libertadores da América - Clube Atlético Mineiro - Belo Horizonte / MG
- 2014 - Campeão da Recopa Sulamericana - Clube Atlético Mineiro - Belo Horizonte / MG
- 2014 - Campeão da Copa do Brasil - Clube Atlético Mineiro - Belo Horizonte / MG
- 2015 - Super Copa da China - Shandong Luneng - Jinan/CHINA
- 2016 - Flórida Cup - Clube Atlético MIneiro - Belo Horizonte/MG
- 2017 - Campeão Mineiro - Clube Atlético Mineiro - Belo Horizonte/mg

### Campanhas de destaque
- 1985 - Vice Campeão Paranaense - E.C. Pinheiros - Curitiba/PR
- 1986 - Vice Campeão Paranaense - E.C. Pinheiros - Curitiba/PR
- 1992 - Vice-Campeão Paulista - S.E. Palmeiras - São Paulo/SP
- 1992 - Vice-Campeão Torneio Ramón Carranza - S.E. Palmeiras - ESPANHA
- 2012 - Medalha de Prata - Olimpíadas de Londres - Seleção Brasileira

## Prêmios
- Troféu Chuteira de Ouro (Diário do Paraná - Curitiba)
  - Melhor preparador físico do Paraná:  1982/84 /90/91/95/96
- Troféu Coruja de Ouro (Tribuna do Paraná - Curitiba)
  - Melhor preparador físico do Paraná:  1984/86/87/90/95/96
- Troféu RBS (Zero Hora – Porto Alegre)
  - Melhor preparador físico do Rio Grande do Sul:  1988
- Troféu Guará (Rádio Itatiaia – Belo Horizonte)
  - Melhor preparador físico de Minas Gerais:  2001/12/13/14
- Troféu Charles Miller (Rede Globo)
  - Melhor preparador físico do Brasil:  1994